# Charles Cressent

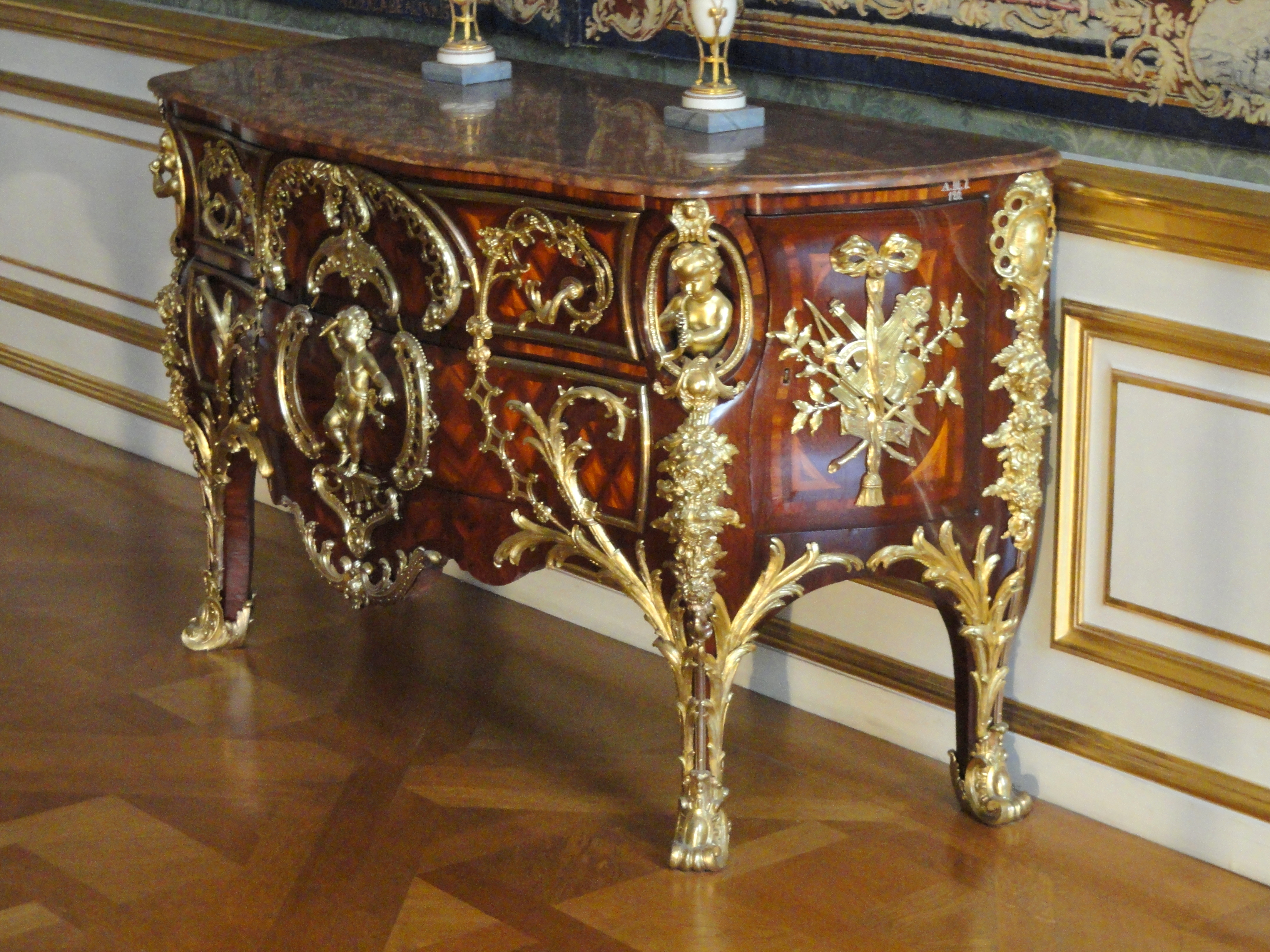
Charles Cressent, commode, 1730-1735 - Monaco, Münchner Residenz

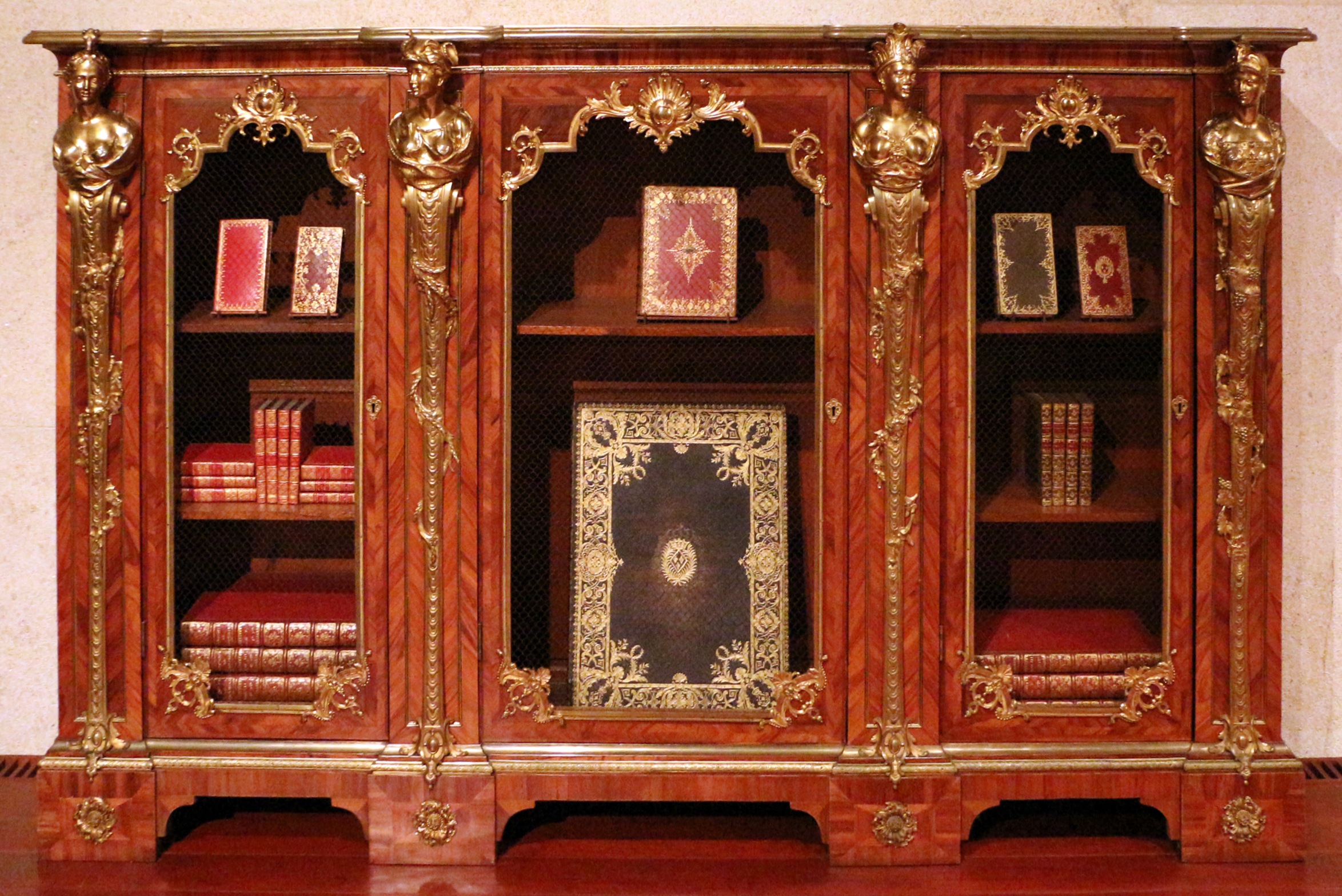
Charles Cressent, biblioteca, 1735 circa, Calouste Gulbenkian Museum

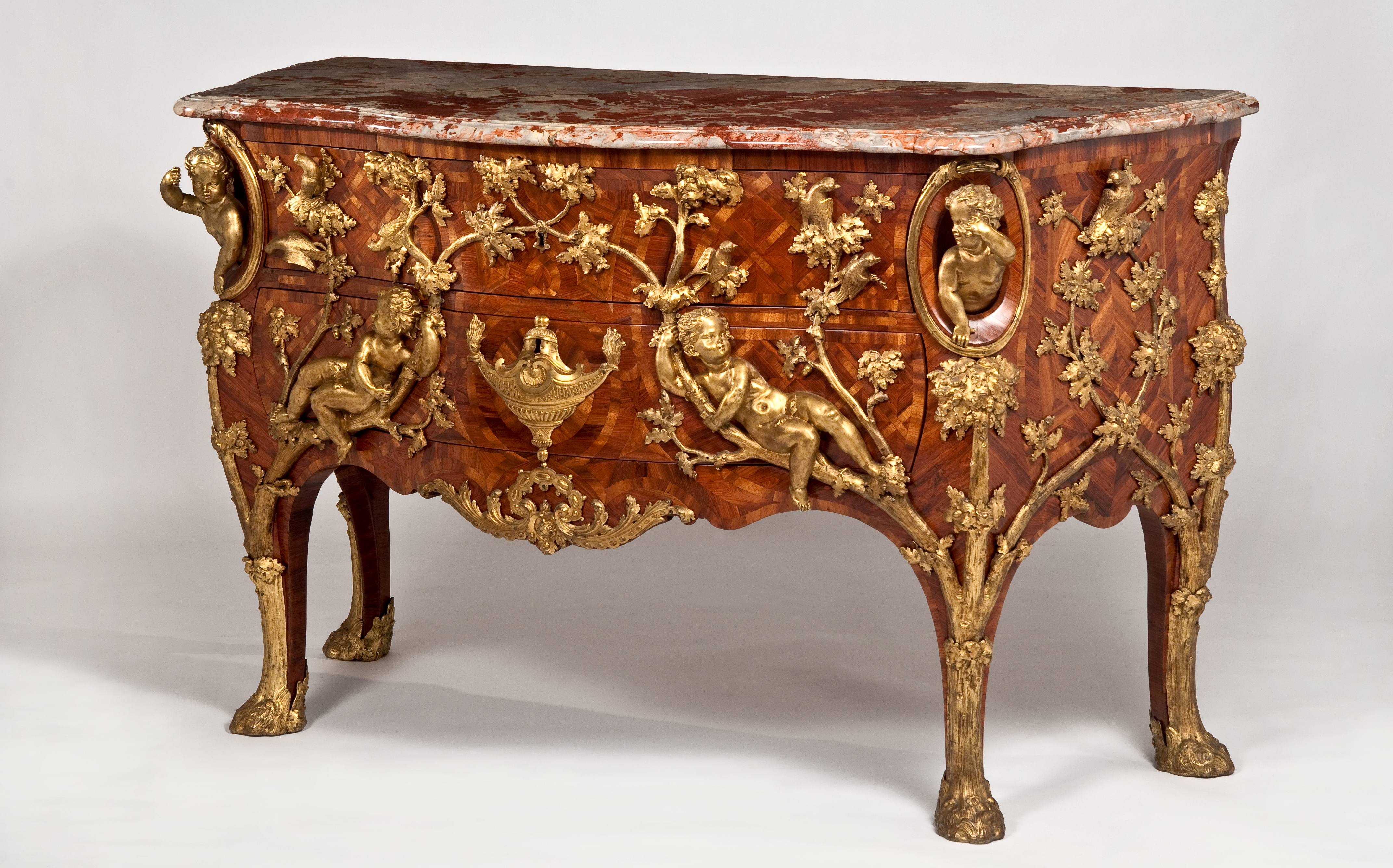
Charles Cressent, comode, circa 1730, Waddesdon Manor

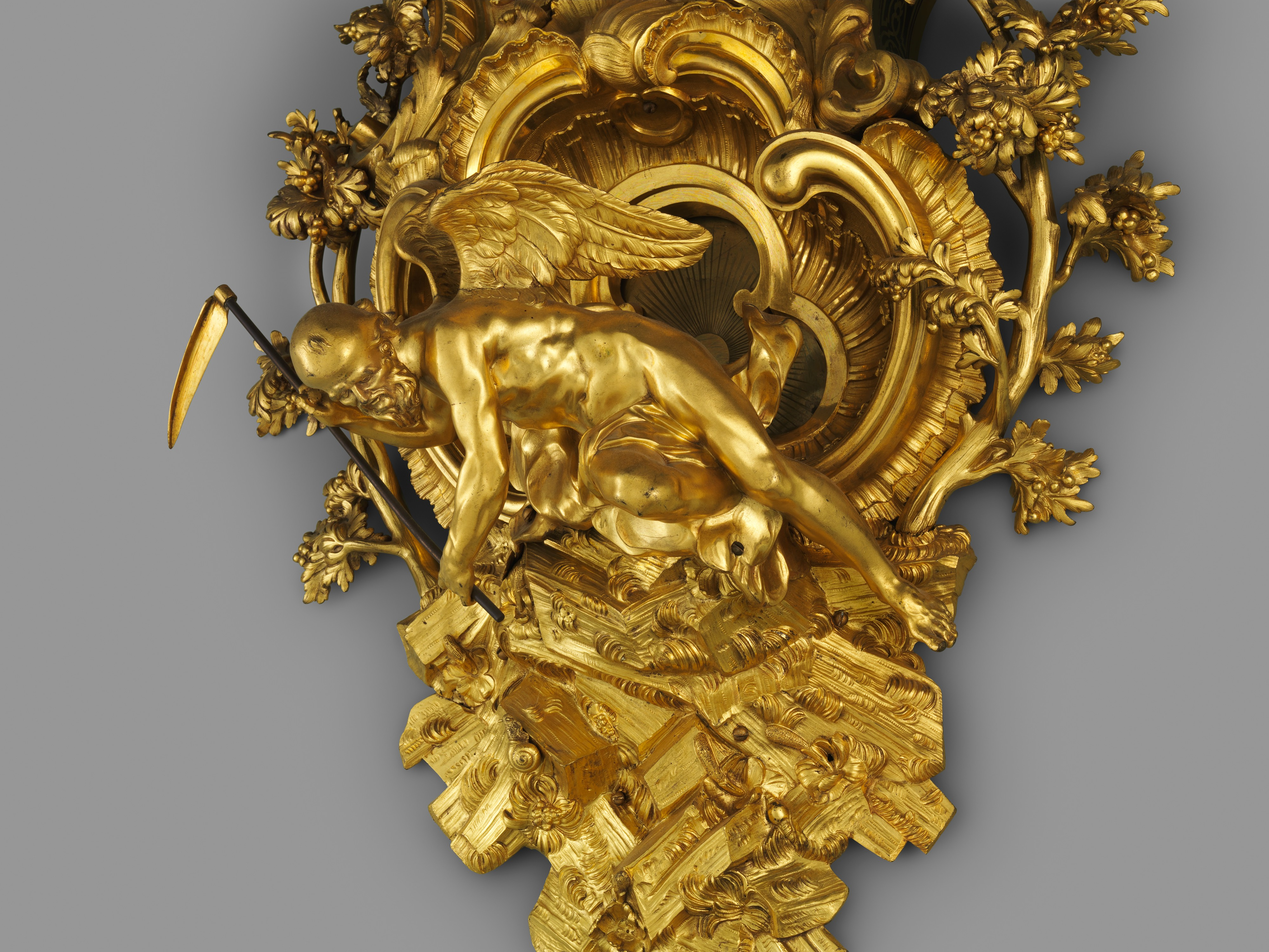
Charles Cressent, orologio a pendolo (part.) MET

Charles Cressent (Amiens, 16 dicembre 1685 – Parigi, 10 gennaio 1768) è stato uno scultore ed ebanista francese.

## Biografia
Nato in una famiglia di artisti, era figlio di François Cressent (1663-post 1746), scultore di Luigi XIV di Francia e di Marie-Madeleine Bocquet. Suo nonno era l'ebanista Charles I Cressent, morto ad Amiens il 21 marzo 1707.
Si formò nella bottega paterna, divenendo un esperto cesellatore e scultore. Si perfezionò poi a Parigi e ottenne il riconoscimento di maestro scultore nel 1714. Lavorò presso gli studi dello scultore François Girardon e del pittore e decoratore Louis-Joseph Le Lorrain e contemporaneamente nella bottega dell'ebanista Joseph Poitou che era il rivale di André-Charles Boulle, l'ebanista specializzato in mobili ricoperti di scaglie di tartaruga e d'incisioni in bronzo dorato.
Nel 1719, alla morte Poitou, ne sposò la vedova, ne ottenne in eredità la bottega ed ebbe anche la carica di "maestro ebanista" del palazzo del duca Filippo II di Borbone-Orléans, divenendo uno degli artigiani più noti del periodo della Régence e dettando il gusto per gli arredi dei palazzi della nobiltà francese. Lavorò poi per il re Luigi XV di Francia, per il re Giovanni V del Portogallo, per l'elettore Carlo Alberto di Baviera per Antoine Crozat, per Armand Jean de Vignerot du Plessis, duca di Richelieu, per il tesoriere della Marina Marcellin-François Zacharie de Selle.
Si mise in urto con la corporazione degli artigiani fonditori e cesellatori, subendo processi e condanne a forti ammende che in gran parte determinarono, per ben tre volte, il suo fallimento. Fabbricava straordinari bronzi dorati al mercurio, come ornamento dei suoi mobili.
Nel 1750 organizzò una vendita all'asta di gran parte della sua raccolta di mobili e di bronzi dorati, redigendone anche il catalogo. Collezionava anche tele di artisti contemporanei che vendette poi all'asta.
I mobili usciti dal suo atelier - bureaux plats, commodes, armadi, biblioteche, medaglieri - sono tipici dello Stile Reggenza e anticipano lo stile Luigi XV, conosciuto anche come stile rocaille.
Dette à palmes et à fleurs le sue commodes, in genere a due grandi cassetti, caratteristiche per i complessi ornati bronzei, carichi di volute e di ghirlande, con putti e palmizi, sono placcate con legno d'amaranto o con marqueterie a legni di due colori, tagliati a forma di losanga.

### Mobili nei musei
Al Louvre si conservano la  "commode con la scimmia" (1745) e un bureau plat (1740 circa).
Al Palazzo dell'Eliseo c'è il bureau del presidente della Repubblica Francese, in stile Luigi XV, scelto dal presidente Charles de Gaulle.
A Lisbona, alla Fondazione Calouste Gulbenkian, si conservano un tavolo, due biblioteche, due medaglieri, due commodes e due angoliere.
A Londra, alla Wallace Collection, c'è un bureau plat a lui attribuito.
Al Waddesdon Manor ci sono due commodes e al Metropolitan Museum of Art una commode.